# 十文字学園女子大学
十文字学園女子大学（じゅうもんじがくえんじょしだいがく、英語: Jumonji University）は、埼玉県新座市菅沢2-1-28に本部を置く日本の私立大学。1922年創立、1996年大学設置。大学の略称は十文字。
十文字学園の創設者である十文字ことが掲げた教育目標「身を鍛え、心鍛えて世の中に立ちて甲斐ある人と生きなむ」を継承しており、社会で活躍できる女性の育成を教育目標としている。

## 沿革
- 1922年 十文字こと、戸野みちゑらと文華高等女学校開校
- 1937年 十文字高等女学校に校名を改称
- 1947年 十文字中学校開校
- 1948年 十文字高等学校開校
- 1951年 財団法人十文字高等女学校を学校法人十文字学園に組織変更
- 1966年 十文字学園女子短期大学開学（家政科、幼児教育科）
- 1968年 十文字短大附属幼稚園開園
- 1973年 十文字学園女子短期大学に学科増設（初等教育学科、文学科（国語国文専攻、英語英文専攻））
- 1974年 家政学科を家政専攻と食物栄養専攻に分離
- 1976年 専攻科（国文、英文、家政、食物栄養、幼児教育、初等教育）開設
- 1989年 十文字学園女子短期大学に学科増設（教養学科）。初等教育学科学生募集停止
- 1990年 初等教育学科廃止
- 1991年 専攻科（教養）設置
- 1992年 家政学科家政専攻を家政学科生活学専攻に改称
- 1996年 十文字学園女子大学を開学（社会情報学部社会情報学科）。短期大学の教養学科学生募集停止
- 1997年 短期大学の教養学科廃止
- 1999年 短期大学の家政学科生活学専攻学生募集停止
- 2000年 十文字学園女子大学に学科増設（社会情報学部コミュニケーション学科）、十文字学園女子大学に留学生別科開設
- 2001年 短期大学の家政学科生活学専攻廃止
- 2002年 十文字学園女子大学に学部増設（人間生活学部幼児教育学科、食物栄養学科）。十文字学園女子短期大学の家政学科食物栄養専攻、幼児教育学科学生募集停止。短期大学を十文字学園女子大学短期大学部に改称。
- 2003年 十文字短大附属幼稚園を十文字女子大附属幼稚園に改称
- 2004年 十文字学園女子大学に学科増設（人間生活学部人間福祉学科、同人間発達心理学科）
- 2005年 十文字学園女子大学人間生活学部に介護福祉コース開設
- 2007年 十文字学園女子大学人間生活学部幼児教育学科を児童幼児教育学科に改称し、専攻を設置（幼児教育専攻、児童教育専攻）
- 2010年 十文字学園女子大学大学院を開設（人間生活学研究科食物栄養学専攻修士課程）
- 2011年 十文字学園女子大学の学部を統合・改組（人間生活学部幼児教育学科、同児童教育学科、同人間発達心理学科、同食物栄養学科、同人間福祉学科、同生活情報学科、同メディアコミュニケーション学科）
- 2012年 十文字学園女子大学短期大学部の学科を統合・改組（文学科国語国文専攻、同英語英文専攻を表現文化学科へ改組）
- 2015年 十文字学園女子大学に学科増設（人間生活学部健康栄養学科、同文芸文化学科（文化デザインコース、日本語・日本文学コース、英語コミュニケーションコース））。また、人間生活学部人間福祉学科のコースを社会福祉・保育コースと社会福祉・介護福祉コースに変更。短期大学部の学生募集を停止
- 2016年 十文字学園女子大学大学院に課程増設（人間生活学研究科食物栄養学専攻博士後期課程）
- 2020年 教育人文学部、社会情報デザイン学部を新設

## 学部・学科
- 人間生活学部
  - 健康栄養学科
  - 食物栄養学科
  - 食品開発学科
  - 人間福祉学科
- 教育人文学部
  - 幼児教育学科
  - 児童教育学科
  - 心理学科
  - 文芸文化学科
- 社会情報デザイン学部
  - 社会情報デザイン学科

## 大学院
- 人間生活学研究科
  - 食物栄養学専攻

## 学内奨学金
- けやき奨学金
- 若桐奨学金
- 武蔵野会奨学金

## 取得出来る資格
- 人間生活学部(健康栄養学科) - 栄養士、栄養教諭二種免許、中学校、高等学校教諭一種免許(保健体育)、社会福祉主事
- 人間生活学部(食物栄養学科) - 管理栄養士(国家資格受験資格)、栄養士、栄養教諭一種免許、司書、社会福祉主事
- 人間生活学部(食品開発学科) - 食品衛生管理者、司書、学校司書、フードスペシャリスト、フードコーディネーター3級
- 人間福祉学部(こども家庭福祉・行政コース)　- 社会福祉士(受験資格)、保育士、社会福祉主事、児童指導員、司書、学校司書
- 人間福祉学部(総合福祉・介護福祉コース) - 社会福祉士(受験資格)、介護福祉士、身体障害者福祉士、知的障害者福祉士、司書、学校司書
- 教育人文学部(幼児教育学科) - 幼稚園教諭一種免許、保育士、司書、学校司書、社会福祉主事
- 教育人文学部(児童教育学科) - 小学校教諭一種免許、幼稚園教諭一種免許、特別支援学校一種免許、中学校教諭一種免許、高等学校一種免許、学校図書館司書教諭
- 教育人文学部(心理学科) - 養護教諭一種免許、中学・高校教諭一種免許(保健)、認定心理士
- 教育人文学部(文芸文化学科) - 中学・高校教諭一種免許(国語)、学芸員、日本語教員、司書、学校司書
- 社会情報デザイン学部(社会情報デザイン学科) - 上級情報処理士、ウェブデザイン実務士、司書、学校司書

## 大学関係者

### 教職員
- 土井善晴 - 特別招聘教授、料理研究家
- 佐々木則夫 - 副学長
- 森田勝之 - 本学名誉教授（神経言語学・哲学）

### 卒業生
- 坂井真紀 - 女優
- 小野真弓 - 女優
- 尻無浜冴美 - 元SDN48
- 神山恭子 - 船橋屋代表取締役社長
- 有吉都 - アナウンサー
- 土光真代 - サッカー
- 南里杏 - サッカー

## 系列校
- 十文字中学校・高等学校（東京都豊島区）
- 十文字女子大附属幼稚園（埼玉県新座市）

大学の敷地内に所在。男女共学。同幼稚園は幼児教育学科の学生が教育実習を行う。

## かつて存在した系列校
- 十文字幼稚園(東京都豊島区)(2006年に廃園)
- 十文字学園女子大学短期大学部（廃止）

## 他大学との協定
- 放送大学

## その他
- WEリーグに在籍する大宮アルディージャVENTUS（大宮アルディージャの女子サッカー部門）は、FC十文字VENTUSを前身にする[1]。